# Nova Zelanda
Nova Zelanda (Nova Terra del Mar, en referència a la província neerlandesa; Aotearoa en maori, llarg núvol blanc) és un estat situat a uns 2.000 quilòmetres al sud-est d'Austràlia. Es tracta d'un conjunt d'illes que es troben al llarg del Pacífic Sud, amb una extensió una mica més gran que el Regne Unit. El país es compon de nou illes, de les quals l'illa del Nord i l'illa del Sud són les que tenen més extensió i importància. Ambdues illes es troben tan sols a 32 quilòmetres de distància. En l'illa meridional es troben els Alps Neozelandesos, així com volcans (alguns dels quals encara són actius), glaceres, llacs creats per explosions volcàniques, termes, fiords, milers de quilòmetres quadrats de boscos, costes de coralls i els seus innombrables rius.
Tot això fa de Nova Zelanda un país amb un atractiu natural incomparable, que ofereix zones naturals molt diverses.

## Geografia

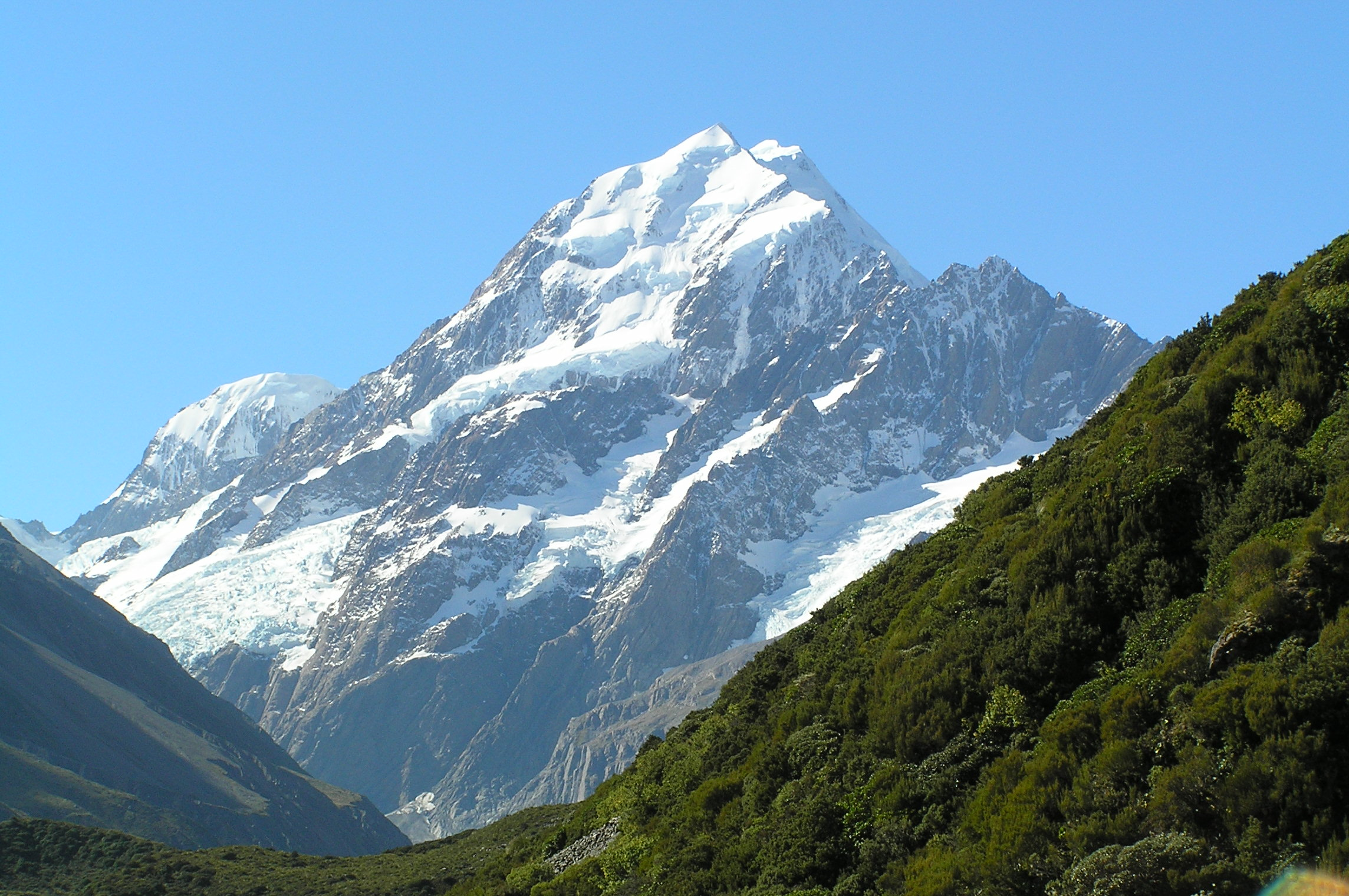
El Mont Cook, la muntanya més alta de Nova Zelanda (3754 m.)

Nova Zelanda és un llarg i estret país de terreny abrupte consistent en l'Illa del Nord i l'Illa del Sud (a més d'un grupet d'illes). Cobreix una superfície de 166.940 km² i 1.600 quilòmetres de longitud. Té una longitud una mica més gran que la del Regne Unit. Nova Zelanda se situa en el Pacífic Sud, aproximadament 10.400 km al sud-oest de Sud-amèrica i a 2.250 km a l'est d'Austràlia.
L'Illa del Nord amb les seves platges daurades, els ancestrals boscos de kauris, volcans, àrees termals, i grans ciutats (entre les quals es troba Wellington, la capital), és l'illa més poblada de les dues. L'Illa del Sud amb les seves muntanyes nevades, glacials, exuberants boscos primaris, fiords, és la més gran de les dues, orgullosament anomenada "la terra principal" pels seus habitants (encara que els habitants de l'Illa Nord estiguin en desacord amb això). La petita Illa Stewart (1.750 quilòmetres quadrats) un lloc verge, amb els seus boscos plens d'ocells endògens i les seves platges paradisíaques, en el lloc més al sud del país, que és un dels més propencs a l'Antàrtida al qual l'home hagi arribat mai. Dins de la jurisdicció territorial de Nova Zelanda també s'inclouen un grupet d'illes com les Illes Chatham, Illes Kermadec, l'Illa Campbell, Illes Auckland, Illes Antípodes, Les Snares, Illes Solander i les Illes Bounty. Envoltada per l'oceà Pacífic Sud a l'est i del Mar de Tasmània a l'oest, Nova Zelanda apareix com un puntet en el globus, malgrat tenir 1.600 Quilòmetres de longitud, similar en grandària a les Illes Britàniques o al Japó.
El territori de Nova Zelanda consisteix en un arxipèlag principal amb dues illes grans i diverses illes a les seves costes, altres arxipèlags menors i illes allunyats, i territoris autònoms.
L'arxipèlag principal comprèn les illes del Nord i del Sud, separades per l'estret de Cook.
- Illa del Nord (North Island, «Te Ika a Maui» en maori, el peix de Maui). És l'illa amb més població on hi ha la capital Wellington i la ciutat més gran, Auckland.
  - Portland, a la badia de Hawke.
  - White, a la badia de l'Abundància, anomenada Blanca perquè sempre estava voltada d'un núvol blanc. En realitat és un volcà.
  - Alderman, grup d'illots a la península de Coromandel.
  - Mercury, grup d'illes a la badia de Mercury.
  - Great Barrier, illa habitada que forma una barrera natural a l'entrada del golf d'Harauki.
  - Hen and Chickens, grup d'illes al nord d'Auckland.
  - Three Kings, són tres illes davant del cap nord i el seu nom fa referència als Tres Reis Mags d'Orient.
  - Kapiti, a la costa oest, és una reserva natural d'ocells.
  - Bay of Islands, és una badia amb 144 illes, declarada parc marítim i històric, on es fundà la primera colònia.
- Illa del Sud (South Island, «Te Wai Pounamu» en maori, terra del jade verd). És l'illa més gran, amb les muntanyes nevades dels Alps del Sud, glaceres, fiords i boscos exuberants.
  - Stewart, és la tercera illa en superfície, al sud de l'illa del Sud.
- Illes Chatham, arxipèlag a 800 km a l'est de l'illa del Sud. Habitades pels moriori, poble d'origen incert de cultura polinèsia, van ser envaïdes pels maoris de l'illa del Sud el 1832, i incorporades a Nova Zelanda el 1842:
  - Chatham
  - Pitt
- Illes Kermadec, a mig camí entre l'illa del Nord i les illes Tonga, van ser incorporades a Nova Zelanda el 1887:
  - Raoul
  - Macauley
  - Curtis
- Illes Subantàrtiques:
  - Bounty, illots descoberts pel vaixell Bounty abans del famós amotinament
  - Antípodes, illots situats just als antípodes del canal de la Mànega
  - Auckland, illots ocupats pels maoris el 1842, va ser una base balenera. Avui són deshabitats.
  - Campbell, és l'illa neozelandesa que es troba més al sud
  - Snares
- Territoris autònoms:
  - Tokelau
  - Illes Cook
  - Niue

## Història

De Polinèsia oriental, els maoris es van establir a Nova Zelanda, concloent una llarga cadena de migracions.

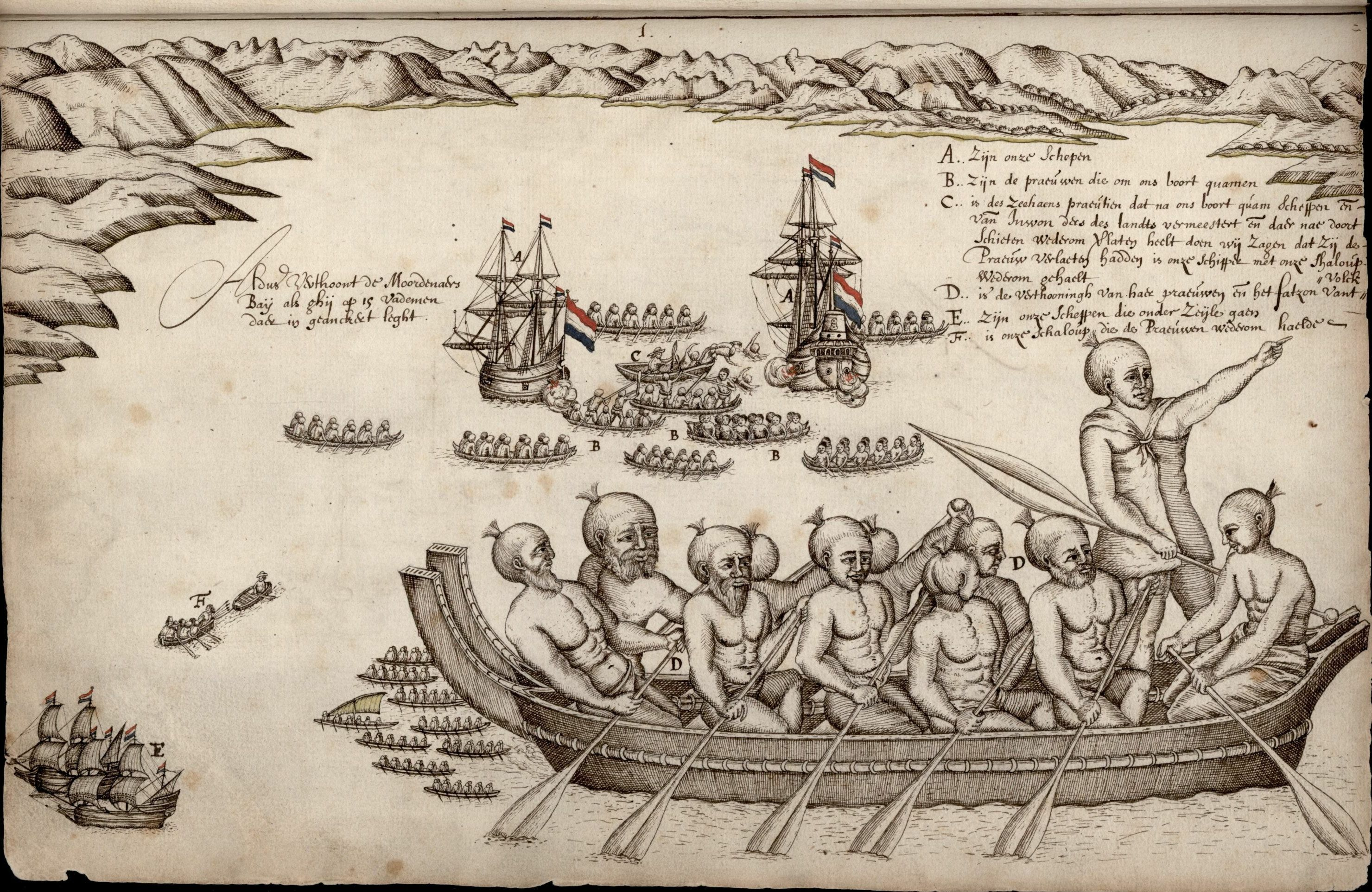
El primer contacte entre els maoris i els europeus, el 1642.

Al voltant de l'any mil abans de la nostra era, els pobles lapita van emigrar a Nova Zelanda. Fugien de les guerres i de la fam. A Nova Zelanda van trobar un gran rebost animal i vegetal. Posteriorment va haver-hi una segona època d'assentaments, anomenat el Període Maori Clàssic. Aquests colons van desenvolupar l'agricultura a la nova terra. En el període entre els segles XII al XIV, la necessitat d'aconseguir més terra de cultiu va afavorir la proliferació de guerres entre les diferents tribus maoris assentades a Nova Zelanda, moltes d'aquestes van ser massacrades i el canibalisme es va fer més patent.
El 1642 l'explorador neerlandès Abel Tasman va arribar a terres neozelandeses trobant-se una forta resistència per part dels maoris. Va cristianitzar la "Badia dels Assassinats" (avui Golden Bay) i va batejar la nova terra com Statenlandt, suposant que es tractava del continent austral que arribava fins a la Terra dels Estats, a Amèrica del Sud. A les oficines de la Companyia Neerlandesa de les Índies Orientals li van canviar el nom, ja que acabaven de descobrir que la Terra dels Estats només era una illa (avui illa dels Estats), i l'anomenaren "Nieuw Zeeland" en remembrança de la província neerlandesa, el comtat de Zelanda, separada per l'estuari del Rin i del Mosa de la província d'Holanda, igual que Nova Zelanda està separada de Nova Holanda (Austràlia) pel mar.
L'explorador anglès James Cook va navegar per tota la costa neozelandesa demostrant que està formada per dues grans illes. Cook va proclamar Nova Zelanda territori de la Corona Britànica. Els primers assentaments de colons es componien de pescadors i mariners que van introduir la prostitució i múltiples malalties, també canviaven armes de foc per pedres precioses amb els maoris provocant grans massacres entre diferents tribus que es van conèixer com "les Guerres dels Mosquets". Aquests enfrontaments van portar a un dramàtic descens de la població autòctona.
El 1838 Nova Zelanda era un territori sense llei, que unit al setge colonial francès va provocar el Tractat de Waitangi pel qual els habitants cedien la sobirania de la seva terra a la Corona Anglesa a canvi de protecció. Per les diferències de significats entre la llengua maori i l'anglesa es van donar mals entesos en el que s'havia pactat, provocant grans conflictes com fou la possibilitat de venda de terres a colons no anglesos, que els autòctons es negaven fortament.
La situació va finalitzar en una guerra entre ambdues parts on els colons es van fer amb la gran majoria de les terres maoris durant tota la resta del segle xix. Els maoris veien com la seva cultura tendia a desaparèixer. Al final del segle xix Nova Zelanda es va convertir en el graner del Regne Unit, exportant-se productes agrícoles així com carn a diferents països europeus. No seria fins a 1947 que el país va aconseguir la total independència del Regne Unit. Les relacions entre els dos països van seguir sent molt estretes com es va poder veure quan les tropes neozelandeses van lluitar al costat britànic en ambdues guerres mundials. Entre els anys 70 i els 80 de segle xx, Nova Zelanda va perdre el seu mercat europeu cosa que, afegida a la crisi del petroli, va fer que l'economia del país se'n ressentís fortament. El 1984 es va firmar un tractat de lliure comerç amb Austràlia.

## Demografia

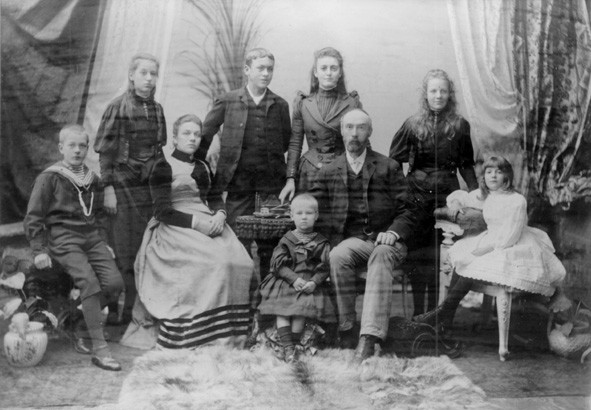
Retrat de família de 1891

El 30 de juny de 2011, Statistics New Zealand ha trobat 4.405.200 persones vivint a Nova Zelanda, de les quals 2.164.600 homes i 2.240.600 dones. El desembre de 2011, la població del país va augmentar una persona cada 8 minuts i 19 segons : un naixement cada 8 minuts i 49 segons, una defunció cada 19 minuts i 37 segons, i un immigrant cada 2 hores, 47 minuts i 55 segons. Els idiomes oficials són l'anglès i el maori (i el llenguatge de símbols). L'esperança de vida és de 79 anys, i la mitjana de fills per dona és de 2,05. El 99% de la població està alfabetitzada.

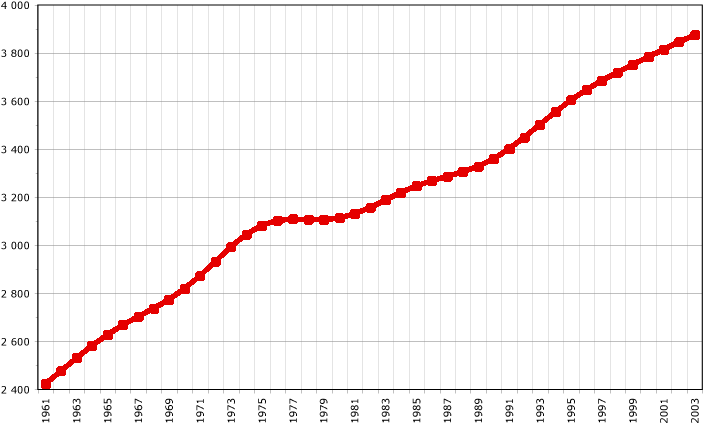
Evolució de la demografia entre 1961 i 2003 (dades de la FAO, 2005). Població en milers d'habitants.

Aproximadament un 78% de la població diu haver-se identificat amb grups ètnics europeus; són col·lectivament anomenats Pakeha. El terme es refereix als neozelandesos d'origen europeu, encara que dels maoris el fan servir per designar tots els no-maoris.
La majoria dels neozelandesos d'origen europeu té avantpassats britànics o irlandesos, però hi ha hagut una immigració important dels Països Baixos, de Dalmàcia, d'Itàlia i d'Alemanya, així com una immigració europea indirecta per Austràlia, Sud-àfrica, i Amèrica del Nord. Segons les previsions del padró de 2001, el 2021 els nens d'origen europeu seran un 63% de la població, comparat amb un 74% el 2001.
Els maoris formen l'ètnia no europea més important, el 14,6% de la població en el padró de 2006. Les persones es poden identificar amb més d'un grup ètnic sobre els padrons nacionals; el 53% dels maoris es van identificar com d'origen únic maori
La composició ètnica és la següent:
- Europeus: 78%
- Maoris: 7,9%
- Mestissos: 7,8%
- Asiàtics: 5,7%
- De les illes del Pacífic: 4,4%
- Sense especificar: 3,8%
- Altres: 0,5%

Les persones que reivindiquen orígens asiàtics formen un 9,2% de la població el 2006, un augment considerable des de 2001, on eren el 6,6%. A més a més, un 6,9% de la població diu tenir orígens polinesis no maorí, melanèsics o micronèsics, un augment d'un 0,4% des de 2001
Les polítiques d'immigració de Nova Zelanda són relativament flexibles i acollidores; el govern s'ha compromès a augmentar la població d'un u per cent anualment. Un vint-i-tres per cent de la població va néixer a l'estranger, o sigui 879.543 persones en el moment del padró de 2006. El 2004-2005, el servei d'immigració del país pensava acollir 45.000 persones, sigui l'1,5% de la població. El primer lloc de les regions d'on són originaris els immigrants el tenen, exæquo , Irlanda/el Regne Unit i Àsia, tots dos amb un 28,6% dels immigrants. Dels Asiàtics, els xinesos són els més nombrosos.
Sempre segons el padró de 2006, el cristianisme és la religió més escampada a Nova Zelanda, o sigui el 55,6% de la població; Un 34,7% es manifesten sense religió. Les principals subdivisions cristianes són l'anglicanisme, el catolicisme, el presbiterianisme i el metodisme; es troben igualment persones de les esglésies pentecostal, baptista, o mormona. El moviment cristià Ratana troba fidels entre els maoris. Entre les religions no cristianes més esteses, es troba l'hinduisme, el budisme i l'islam.
La religió no juga tanmateix un paper important en la política : els partits obertament cristians (entre els quals Christian Heritage i Destiny) són poc populars. Les opinions religioses dels dirigents polítics, encara que generalment conegudes, són considerades com una cosa privada.
Una observació que es fa sovint és que el nombre dels neozelandesos és superat pel nombre de xais. Cert des del començament de la colonització, la desviació entre la població humana i ovina ha passat no obstant això de 20 a 8 xais per persona.

## Govern i política

### Govern local
A partir de les reformes de l'administració local de 1996, Nova Zelanda va quedar dividida en 16 regions governades cadascuna d'aquestes per una junta. Aquestes regions són Auckland, Badia de Plenty, Badia de Hawke, Northland, Taranaki, Gisborne, Waikato, Manawatu-Wanganui i Wellington a l'illa del Nord, i Canterbury, Otago, Nelson, Marlborough, Southland, Tasman i West Coast a l'illa del Sud. Estan dividides en 15 ciutats i 59 districtes. La majoria dels representants del govern local són escollits per a períodes de tres anys.

### Organització territorial
Nova Zelanda consta de 16 regions (7 a l'illa del Sud i 9 a l'illa del Nord), que a la vegada, se subdivideixen en 95 districtes i 4 districtes maoris. Nova Zelanda també té un bon nombre d'illes apartades que no s'inclouen dins els límits regionals. Les Illes Chatham no són una regió, encara que el seu consell operi com una regió sota la tutela del Resource Management Act. Les Illes Kermadec i les Illes subantàrtiques estan habitades només per un nombre petit de membres del Departament de Conservació de Nova Zelanda.
Nova Zelanda també té a les seves mans la responsabilitat dels assumptes exteriors dels països autònoms de les Illes Cook i Niue, i administra la dependència de Tokelau.
A l'Antàrtida, Nova Zelanda manté (encara que congelada pel Tractat Antàrtic) la reclamació sobre la Dependència de Ross, incloent-hi l'Illa Scott i les Illes Balleny.
| | Regió             | Capital          | Àrea (km²) | Població(2) | Codi ISO | Regions de Nova Zelanda |
| --- | ----------------- | ---------------- | ---------- | ----------- | -------- | ----------------------- |
| 1 | Northland         | Whangarei        | 13.941     | 152.700     | NZ-NTL   | Regions de Nova Zelanda |
| 2 | Auckland          | Auckland         | 16.140     | 1.371.000   | NZ-AUK   | Regions de Nova Zelanda |
| 3 | Waikato           | Hamilton         | 25.598     | 395.100     | NZ-WKO   | Regions de Nova Zelanda |
| 4 | Bay of Plenty     | Tauranga         | 12.447     | 265.300     | NZ-BOP   | Regions de Nova Zelanda |
| 5 | Gisborne (1)      | Gisborne         | 8.351      | 46.000      | NZ-GIS   | Regions de Nova Zelanda |
| 6 | Hawke's Bay       | Napier           | 14.164     | 152.100     | NZ-HKB   | Regions de Nova Zelanda |
| 7 | Taranaki          | Nova Plymouth    | 7.273      | 107.300     | NZ-TKI   | Regions de Nova Zelanda |
| 8 | Manawatu-Wanganui | Palmerston North | 22.215     | 229.400     | NZ-MWT   | Regions de Nova Zelanda |
| 9 | Wellington        | Wellington       | 8.124      | 466.300     | NZ-WGN   | Regions de Nova Zelanda |
| 10 | Tasman (1)        | Richmond         | 9.786      | 45.800      | NZ-TAS   | Regions de Nova Zelanda |
| 11 | Nelson (1)        | Nelson           | 445        | 44.300      | NZ-NSN   | Regions de Nova Zelanda |
| 12 | Marlborough (1)   | Blenheim         | 12.484     | 43.600      | NZ-MBH   | Regions de Nova Zelanda |
| 13 | West Coast        | Greymouth        | 23.000     | 32.100      | NZ-WTC   | Regions de Nova Zelanda |
| 14 | Canterbury        | Christchurch     | 45.845     | 540.000     | NZ-CAN   | Regions de Nova Zelanda |
| 15 | Otago             | Dunedin          | 31.476     | 199.800     | NZ-OTA   | Regions de Nova Zelanda |
| 16 | Southland         | Invercargill     | 30.753     | 93.200      | NZ-STL   | Regions de Nova Zelanda |
| (1) Aquestes regions són: «Unitary Authorities». (2) Població resident estimada el 30 de juny de 2006, Estadístiques de Nova Zelanda. |                   |                  |            |             |          | Regions de Nova Zelanda |

## Economia
Un dels principals productes que exporta Nova Zelanda és el kiwi. A més, destina una àmplia superfície de pastures per obtenir productes com carn, làctics i llana, que es venen tant a nivell mundial com al seu principal soci comercial Austràlia. Amb més de 10 milions de caps de bestiar boví, en el sector agrari hi ha treballant el 10% de la població activa i contribueix en un 8% al producte intern brut.
A principis de la dècada dels 70, l'adhesió del Regne Unit a la Comunitat Econòmica Europea va contribuir a fer que es produís un estancament de l'economia neozelandesa, que va haver d'orientar-se cap a països de l'Amèrica Llatina i el Japó. Opera el seu mercat de valors a la Borsa de Nova Zelanda i disposa del seu propi banc central.

## Cultura
La cultura de Nova Zelanda està conformada per una fusió entre la cultura maori i la provinent dels descendents dels colons britànics, dels quals la majoria era de classe obrera.
La cultura maori, coneguda com a maoritanga, el seu estil de vida i concepció del món constitueixen una part canviant i creixent de la vida d'Aotearoa (Nova Zelanda en maori). No obstant això, els maoris han adoptat com a propis molts aspectes de la cultura occidental, i un nombre creixent de neozelandesos comparteixen les riqueses del patrimoni maori.

### Cultura maori

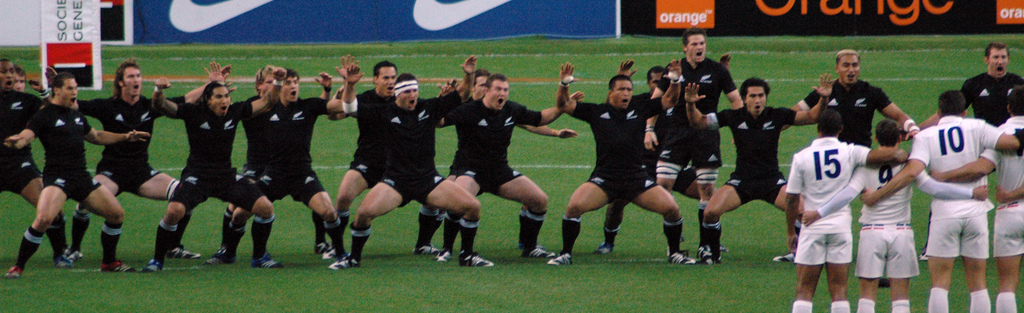
Els All Blacks realitzant un haka

La cultura maori és una cultura diferent dins de la cultura de Nova Zelanda. Amb el creixement del turisme i amb la notable exposició mundial del haka dels All Blacks, la cultura maori, que prèviament només es veia en aquesta societat, va començar a veure's com una part fonamental de la cultura neozelandesa. Aquesta cultura posseeix diversos ritus a més del haka: un d'ells és el moko, tatuatge facial tradicional amb el qual un maori distingia i marcava el clan al qual pertanyia.

### Cultura pakeha
La cultura pakeha deriva, principalment, dels colons britànics que van arribar a Nova Zelanda durant el segle xix, tot i que té algunes diferències que s'han anat incrementant al llarg del temps: aquest cultura, a diferència de la britànica, inclou majors nivells d'igualtat, lluita contra l'intel·lectualisme i diu que la majoria de la gent pot fer la majoria de les coses només si pensen en ella. Dins de la cultura, hi ha subcultures derivades de la cultura irlandesa, italiana i d'altres grups europeus.

### Altres cultures
Persones de diferents països s'han establert a Nova Zelanda, i s'han desenvolupat diferents variacions culturals. Molts grups s'han acostat uns als altres, molt més que no al seu propis països d'origen. Per exemple, els habitants de les illes del Pacífic que resideixen a Nova Zelanda han deixat a un costat els seus antagonisme històrics i s'han dedicat exclusivament al treball.

## Idiomes
A Nova Zelanda tres idiomes són considerats oficials: l'anglès neozelandès, el maori (te reo maori) i la llengua de signes de Nova Zelanda. El més utilitzat és el primer dels tres.

### Anglès neozelandès
L'anglès neozelandès, anomenat també newzild, és semblant a l'anglès australià quant a pronunciació; però té petites diferències que a vegades són aportades per persones d'altres països: algunes d'aquestes mostren que aquest idioma té més relació amb l'idioma anglès del sud d'Anglaterra que amb l'anglès australià. Aquestes diferències també tenen a veure amb la influència maori. La més significativa diferència entre l'anglès de Nova Zelanda i els altres tipus d'anglès és la i, constantment utilitzada en aquest idioma. L'accent neozelandès també té influències escoceses i irlandeses a causa del gran nombre d'immigrants que arribaren des d'aquests països durant el segle xix. D'acord amb el cens de l'any 2006, aquest tipus d'anglès el parlen 3.673.623 persones a Nova Zelanda.

### Idioma maori
L'idioma maori, un idioma de la Polinèsia oriental, està estretament relacionat amb el tahitià i el maori de les Illes Cook, una mica menys relacionat amb els idiomes hawaià i marquesà, i encara més lluny dels idiomes de la Polinèsia occidental (incloent-hi els de Samoa, Niue i Tonga). L'idioma va començar a decaure i a deixar d'utilitzar-se després de la colonització, però des de la dècada dels 70 s'han dut a terme esforços reeixits per a revertir aquesta tendència. Entre aquests esforços hi figura la concessió de llengua oficial mitjançant la llei de l'idioma maori de 1987, la setmana de la llengua maori i un canal de televisió. El cens del 2006 va donar el resultat que 157.110 persones parlaven aquest idioma a Nova Zelanda.

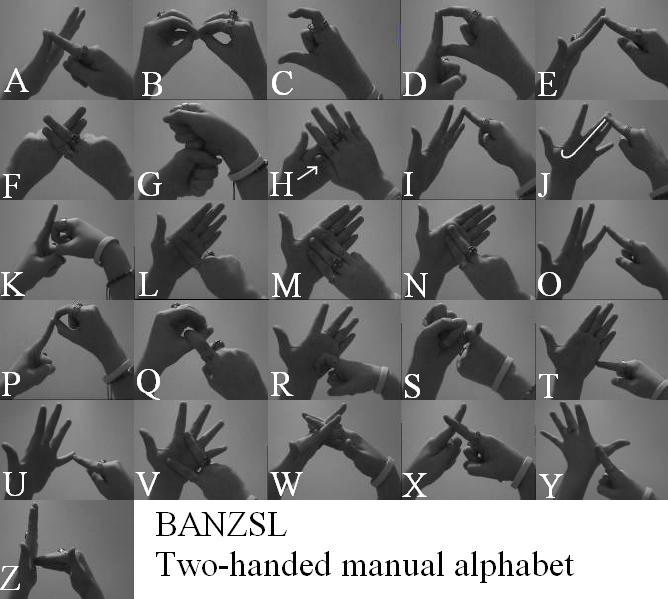
El BSL o Alfabet Manual Anglés, adoptat per Nova Zelanda.

### Llengua de signes a Nova Zelanda
La Llengua de signes de Nova Zelanda té els seus orígens en l'Alfabet Manual Anglès (BSL), i és tècnicament considerat un dialecte de la llengua de signes britànica, australiana i neozelandesa (BANZSL). Hi ha el 62,5% de similituds entre el Llengua de signes britànica i el NZSL, comparades amb el 33% de similituds entre el NZSL i la llengua de signes americana. Com qualsevol altra llengua de signes, va ser ideada per i per a gent sorda, sense relacions lingüístiques amb qualsevol altra llengua escrita o parlada, i és capaç d'expressar qualsevol cosa que es vulgui dir. Es va convertir en idioma oficial l'abril de 2006, i un total de 24.090 persones utilitzen aquesta llengua a Nova Zelanda.

### Altres idiomes
D'acord amb el cens de 2006, es parlen 174 llengües diferents a Nova Zelanda. Després de l'anglès i el maori, els més comuns són: el samoà (85.428 parlants), el francès (53.757 parlants), l'hindi (44.589 parlants), i el cantonès (44.154 parlants). L'alt nombre de parlants de francès es deu al fet que s'inclou com una matèria escolar a causa de la important immigració de persones que parlen aquest idioma.

## Art

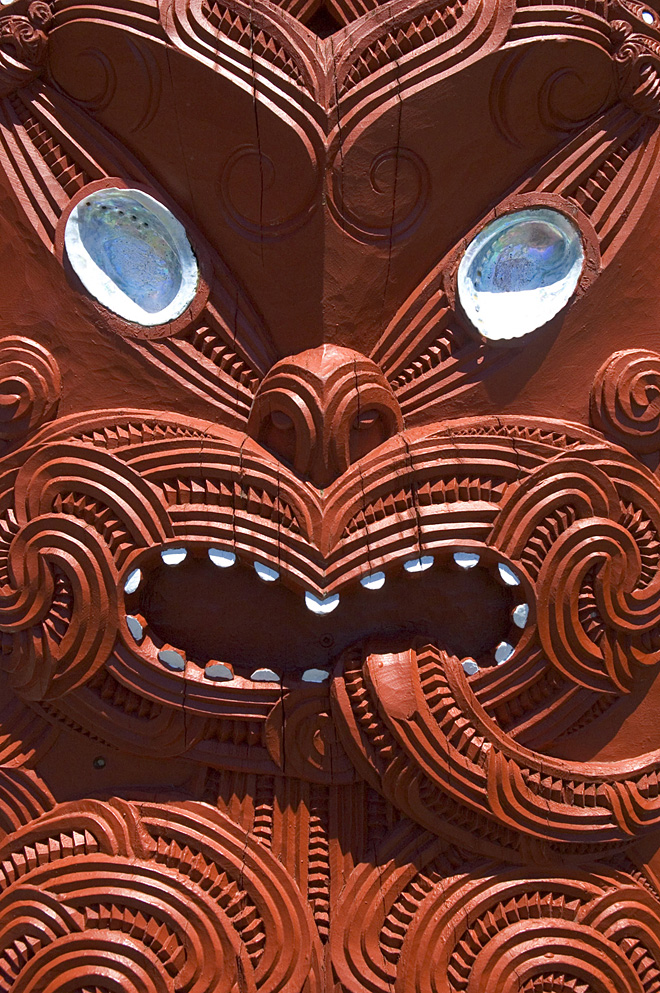
Una escultura maori tallada en fusta.

Nova Zelanda té dues importants tradicions: la maori i la de l'oest. No obstant això, la gran majoria consumeix material cultura de l'estranger, especialment de Gran Bretanya i dels Estats Units. Aquest motiu juntament amb l'escassa població del país van portar als artistes, intèrprets i escriptors a viure del seu art. Alguns dels fons destinats a les arts són proporcionats per un departament del govern creat específicament per això, Creative New Zealand. El Fons per als Llocs Històrics de Nova Zelanda i el Ministeri de Cultura i Patrimoni són els organismes nacionals que col·laboren amb la preservació cultural. La majoria de les ciutats tenen museus i, tot sovint, galeries d'art, i el museu i la galeria d'art nacional és el Te Papa (El nostre lloc), a Wellington.

### Arts plàstiques
L'art visual preeuropeu maori té dos tipus principals: les talles i els teixits. Ambdós registren contes, llegendes i rols religiosos. Quan els europeus van arribar portaren les tradicions artístiques occidentals. Al principi, aquest art es va centrar, principalment, en la pintura paissatgística, encara que alguns dels artistes Pakeha del segle xix (Charlie Goldie i Gottfried Lindauer) s'especialitzaren en els retrats maori.
Alguns maoris van adoptar estils occidentals i per aquest motiu una sèrie de cases del segle xix van reunir certes característiques, com per exemple, les parets pintades amb dissenys de plantes i retrats. Des de principis del segle xx, Apirana Ngata i altre van posar en marxa un programa de reactivació de les arts tradicionals dels maoris, i moltes de les noves edificacions van ser construïdes amb el tallat tradicional i els tukutuku (panells de teixit a la paret).

### Arts escèniques

#### Kapa haka
El Kapa haka són les arts escèniques tradicionals dels maoris. Han experimentat un renaixement amb les competicions nacionals celebrades anualment i el kapa haka s'ha utilitzat en moltes ocasions. El haka (que tot sovint s'ha confós amb la dansa-ritual de desafiament o guerra) s'ha convertit en part de la cultura de Nova Zelanda. És portada a terme pels All Blacks como un ritu abans dels partits internacionals i per tots els neozelandesos nostàlgics de totes les races que volen expressar la seva cultura.

#### Teatre i cinema
El teatre de Nova Zelanda, tant a l'escenari com en pantalla, s'ha vist afectat pel cost i la falta d'interès popular. Tot i això, Roger Hall, i més recentment Jacon Rajan, són dos dramaturgs que han aconseguit un considerable èxit. En les últimes dècades la indústria cinematogràfica ha crescut amb les pel·lícules Once Were Warriors, The Piano i Heavenly Criatures, i amb el director de la trilogia de El Senyor dels Anells, Peter Jackson. El comediant més famós de Nova Zelanda va ser Billy James.

#### Música
Nova Zelanda rep la majoria dels estils musicals dels països occidentals, com el hip-hop, molt popular entre el jovent maori i els habitants de les illes del Pacífic. El hip hop neozelandès té una certa tendència humorística, i no violent o sexista com en altres països. Hi ha un petit però pròsper renaixement de la música en viu i les festes "ballables". La música clàssica no té molt suport popular però de tota manera, Nova Zelanda té diversos compositors i una cantant d'òpera (Kiri Te Kanawa) de renom.

### Literatura
Els primers èxits de la literatura neozelandesa van ser escriptors estrangers, com Katherine Mansfield. Des de la dècada de 1950 Frank Sargeson, Janet Frame i altres van construir, sense ànim de lucre, les seves carreres mentre encara vivien allà. Fins prop de la dècada de 1980, la principal forma literària de Nova Zelanda va ser el conte curt, però en les últimes dècades, novel·les com Once Were Warriors, d'Alan Duff, The Vintner's Luck, d'Elizabeth Knox, i altres han aconseguit èxit tant de crítica com popular. La cultura maori és oral i no literària, però en els últims anys novel·listes com Duff, Witi Ihimaera i Keri Hulme, i poetes com Hone Tuwhare han demostrat el seu domini de les formes d'origen europeu.

## Religió
La cultura maori era politeista abans de l'arribada dels europeus. Una de les seves principals característiques era el tapu (sagrat i/o prohibit), que era utilitzat per a manterior la condició de caps i tohunga (sacerdots) i per a la conservació de recursos. Alguns dels primers colons europeus a Nova Zelanda eren missioners cristians, en la gran majoria de l'Església Anglicana, i també d'altres branques del protestants i de l'Església Catòlica. Des de l'any 1980 en endavant, un gran nombre de maoris varen ser cristianitzats, com per exemple Pai Marire, Ringatu, i durant els primers anys del segle xx, Ratana. Normalment es van centrar en un profeta-líder. Aquestes esglésies encara segueixen atraient fidels, ja que segons el cens de 2006, 50.565 persones són creients ratana, i 16.419 són ringatu. Un total de 1.689 persones van declarar seguir la religió maori.
La majoria dels neozelandesos es consideren cristians, principalment anglicans (25%), presbiterians (16%) i catòlics (15%). També tenen una destacada presència entre la població les creences metodista i protestant. La major part dels maoris són membre de les esglésies cristianes de Ringatu i Ratana. Hi ha petites minories de jueus, hindús i confucians. Al voltant del 18% de la població no professa cap creença religiosa.

## Esports
L'esport té molta importància dins la cultura del país. El més important és el rugbi. Altres esports molt populars són el criquet, el netball, el bàsquet i el futbol. En menor mesura es practique el golf, ciclisme, hoquei sobre herba, esquí, snowboarding, softbol (ha sigut campions del torneig mundial de la Federació Internacional de Softbol els anys 1996, 2000 i 2004) i diversos esports aquàtics, particularment surf, vela, kayak i rem. Nova Zelanda va guanyar quatre medalles d'or consecutives al Campionat Mundial de Rem de 2005. El país té un cert reconeixement internacional per les seves bones actuacions als Jocs Olímpics i als Jocs de la Mancomunitat.
L'equitació també ha pres certa importància amb genets com Mark Todd, que va ser escollit internacionalment "Genet del Segle". L'esportista més famós de Nova Zelanda és Sir Edmund Hillary, la primera persona que va coronar el cim més alt de la Terra, l'Everest. Altres personalitats esportives neozelandeses destacades són el jugador de criquet Sir Richard Hadlee, el jugador de rugbi Jonah Lomu, el navegant Sir Peter Blake i el guanyador del U.S. Open de golf de 2005 Michael Campbell.
El rugbi està estretament lligat a la identitat nacional de Nova Zelanda. L'equip nacional neozelandès, els All Blacks tenen el millor rècord entre totes les seleccions nacionals. Foren amfitrions i campions de la primera Copa del Món de Rugbi l'any 1987, i ho tornaren a ser el 2011. El haka, una dansa de guerra tradicional maori, la duen a terme els All Blacks abans de cada partit internacional.
El criquet és considerat com el principal esport d'estiu de Nova Zelanda i la Selecció de criquet de Nova Zelanda (també coneguts com els Black Caps) normalment es posiciona entre les sis millors esquadres del món. El netball és l'esport més prominent quant a participants femenins, i l'equip nacional de Nova Zelanda, i els Silver Ferns (falgueres platejades) han esdevingut campions mundials en diverses ocasions. Nova Zelanda també és un potència mundial dins el món de la vela, especialment en competicions de grans distàncies a mar obert i regates al voltant del món. En regates prop de la costa, l'equip neozelandès va guanyar la regata de la Copa Amèrica el 1995 i el va defensar amb èxit l'any 2000.
De Nova Zelanda en prové el sistema d'entrenament Les Mills amb els programes BodyVive, RPM, BodyPump, Bodyattack, BodyCombat, BodyBalance, BodyStep i Bodyjam.